# Houboulang Mendes
Houboulang Mendes (Courcouronnes, 4 de mayo de 1998) es un futbolista bisauguineano que juega como defensa en el Fortuna Sittard de la Eredivisie.

## Trayectoria
Se unió al fútbol base del Stade Lavallois a los 15 años de edad procedente del ES Viry-Châtillon. Tras disputar varios partidos con el filial, debutó con el primer equipo el 19 de mayo de 2017 al entrar como suplente en los minutos finales de una derrota por 1-2 frente al Nîmes Olympique en la Ligue 2, estando su equipo ya descendido. El 24 de julio de 2018 firmó por el F. C. Lorient.
El 6 de julio de 2022 se oficializó su fichaje por la U. D. Almería de España en su regreso a la Primera División. En esta categoría disputó 21 partidos antes de ser cedido el 1 de febrero de 2024 al C. D. Mirandés para lo que quedaba de temporada. La siguiente volvió a Francia después de ser prestado al E. S. Troyes A. C. en agosto.
El 8 de agosto de 2025 llegó a un acuerdo con la U. D. Almería para rescindir su contrato y firmó por tres años con el Fortuna Sittard.

## Clubes
Actualizado al último partido disputado en mayo de 2025.
| Club                        | País         | Año       | Partidos | Goles |
| --------------------------- | ------------ | --------- | -------- | ----- |
| Stade Lavallois II          | Francia      | 2015-2018 | 15       | 0     |
| Stade Lavallois             | Francia      | 2017-2018 | 33       | 0     |
| F. C. Lorient               | Francia      | 2018-2022 | 82       | 0     |
| U. D. Almería               | España       | 2022-2025 | 23       | 0     |
| C. D. Mirandés (cedido)     | España       | 2024      | 5        | 0     |
| E. S. Troyes A. C. (cedido) | Francia      | 2024-2025 | 33       | 1     |
| Fortuna Sittard             | Países Bajos | 2025-act. |          |       |